# Зисо Терзиовски
Зисо Терзиовски (на гръцки: Ζήσης Τερζής, Зисис Терзис) е македонски гъркоманин, деец на гръцката въоръжена пропаганда в Македония.

## Биография
Зисо Терзиовски е роден в костурското село Косинец, тогава в Османската империя, днес Йеропиги, Гърция. Семейството му е гъркоманско – Андон Терзиовски и Иванчо Терзиовски са дейци на гръцкия комитет. Зисо Терзиовски работи като гръцки учител из селата в Корещата. Присъединява се към гръцката пропаганда в Македония и е обявен за агент от III ред. Работи с капитан Георгиос Цондос – Вардас и с другите андартски капитани в района. Отровен е от дейци на българската революционна организация в 1908 година. Съпругата му Христина от Маврово също е гръцка учителка и андартска деятелка, загинала в 1912 година.